# Площадь Пилар

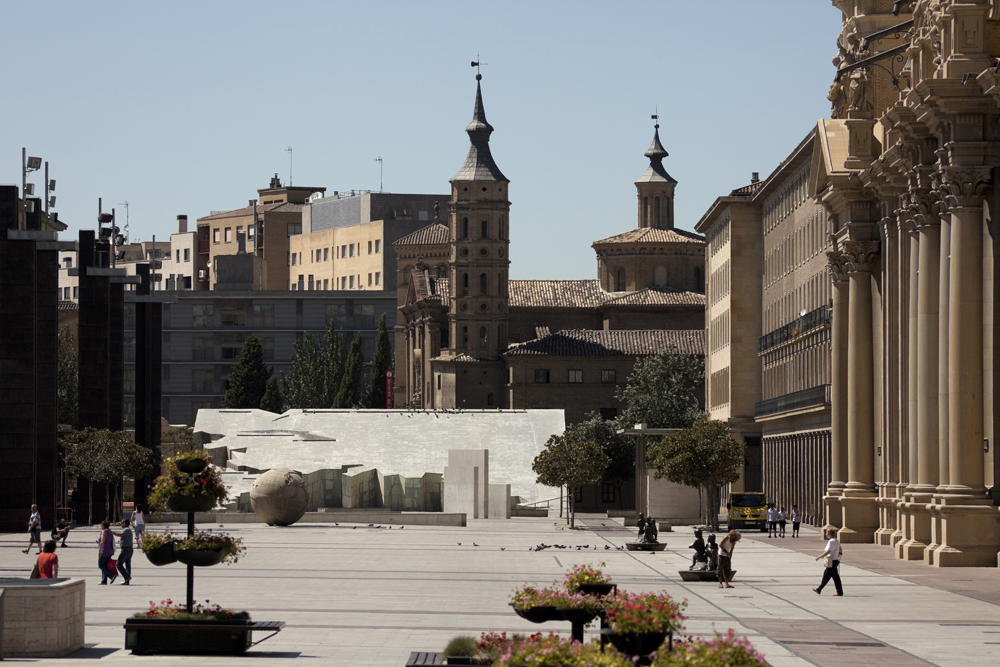
Вид на площадь

Площадь Пилар (исп. Plaza de Nuestra Señora del Pilar) — расположена в центре Сарагосы. Является одной из крупнейших площадей Европы.
На площади расположены ключевые достопримечательности города — базилика Нуэстра-Синьора-дель-Пилар, городская ратуша, кафедральный собор Ла Сео, здание суда, выставочный зал мэрии, а также памятник художнику Франциско Гойе. Здесь регулярно проходят фестивали и городские праздники.

## История

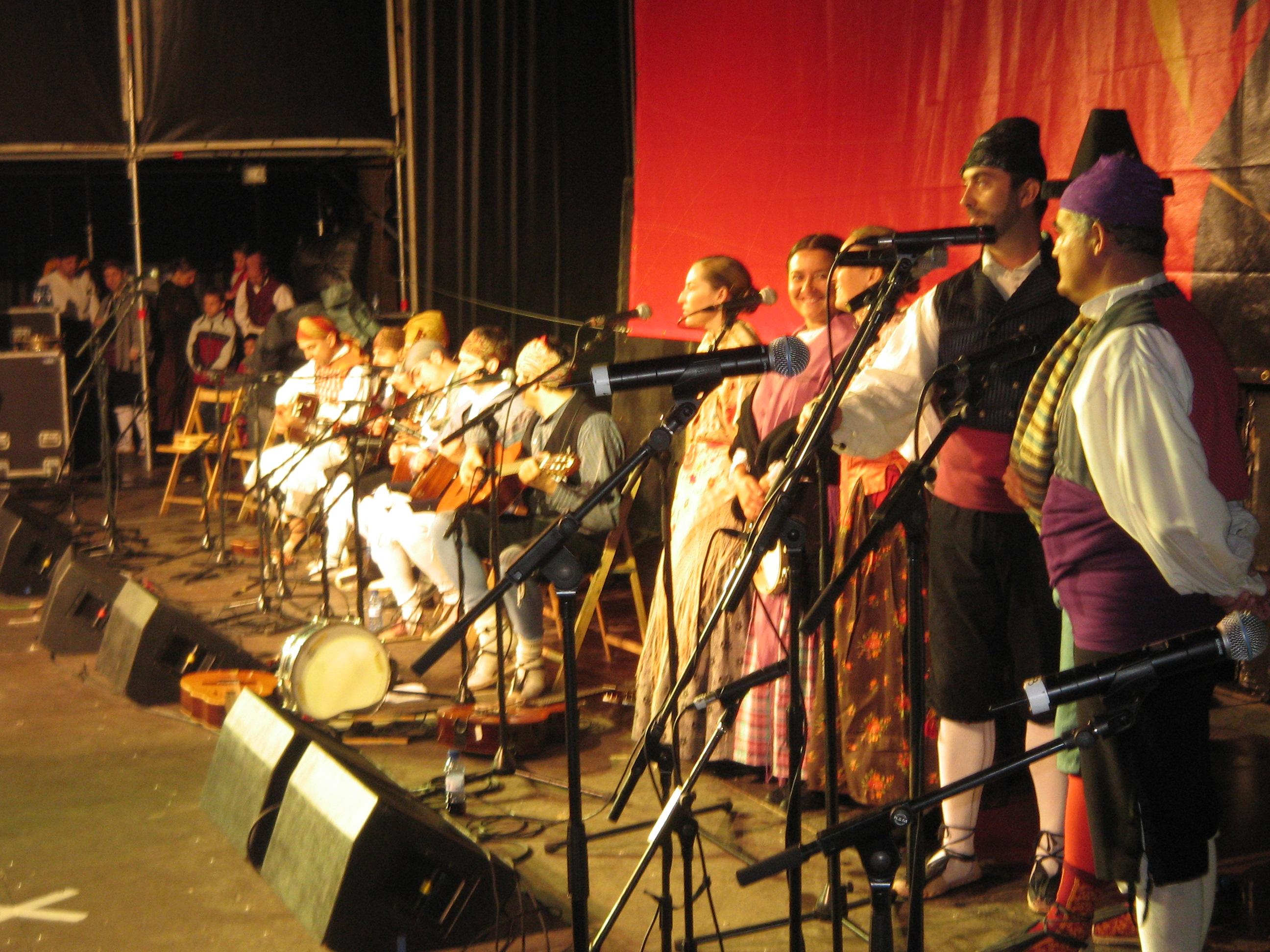
Фольклорный праздник на площади

О существовании площади на этом месте Сарагосы известно с XVI века. В то время здесь проводились развлекательные мероприятия для жителей столицы Арагона. А до появления площади данный участок города был занят кладбищем, основанным в ещё XIII веке.
В 1647 году здесь запретили проводить шествия и народные гуляния, кроме нескольких религиозных мероприятий.
В 1681 году площадь расширила свою территорию до фасада базилики Пилар, но из-за перепада высот возникли проблемы. Для попадания в храм потребовался спуск по ступеням вниз. В 1717 году принято решение выровнять площадь, поскольку её возвышенное положение было неудобным. Работы были завершены в 1718 году.
В 1939 году к площади был добавлен участок земли, полученный в результате сноса соседних улиц и зданий. Площадь получила современное очертание — большое прямоугольное пространство с садами, деревьями и местами для стоянки автомобилей. В начале 1980-х руководство города выступило за вырубку зелёных насаждений, чтобы на этом месте соорудить парковку. В рамках этого инфраструктурного проекта памятник павшим был перенесён на кладбище Торреро. На прилегающей территории были обнаружены римские руины, где было решено основать музей Римского форума. В 1989 году в городе прошла последняя масштабная реконструкция площади, превратившая её большое открытое пространство. Для освещения установлены металлические фонари.
В 1991 году городской совет постановил разместить на площади фонтан в память 500-летия открытия Америки.

## Ключевые достопримечательности

### Базилика Пилар

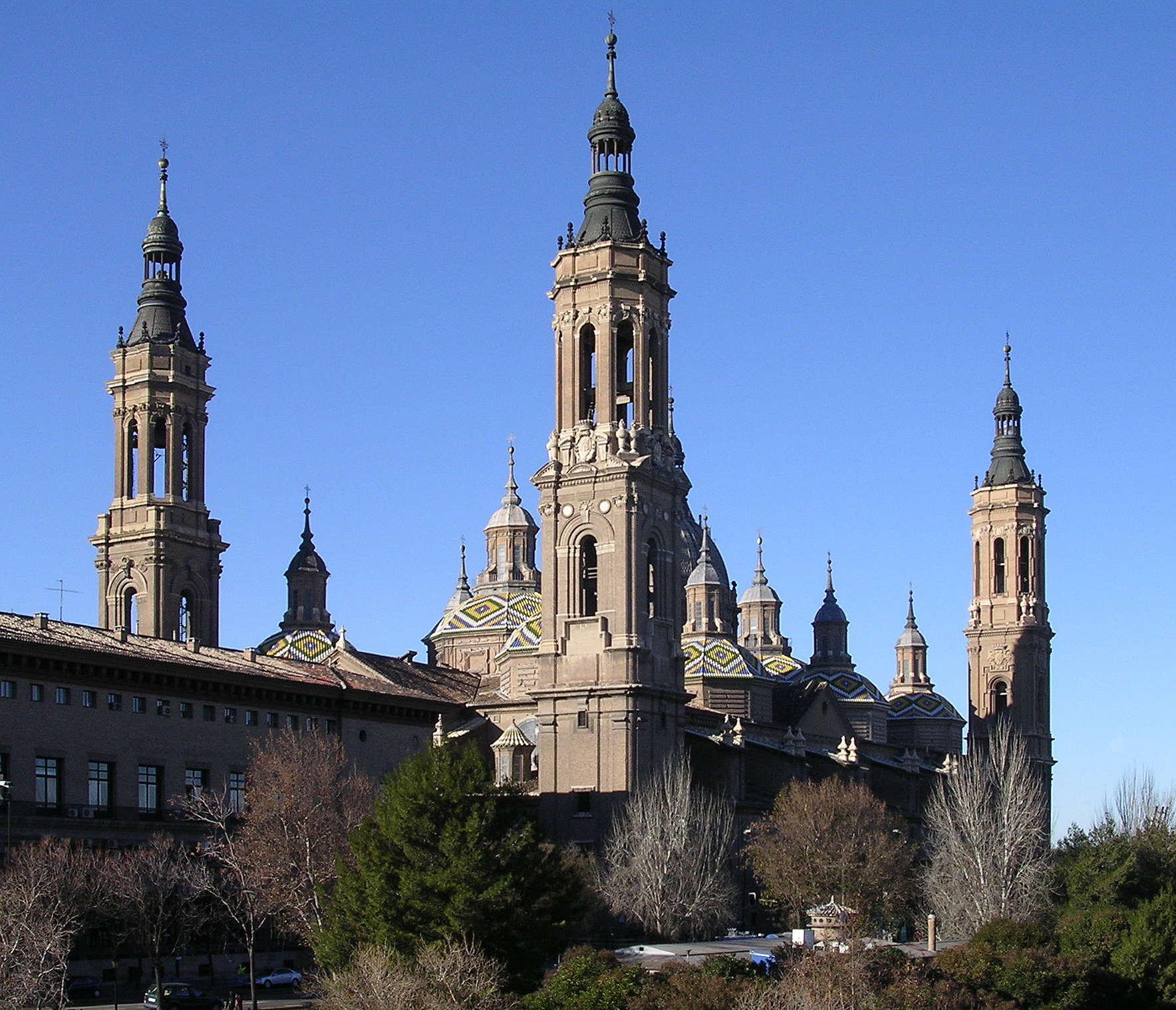
Базилика Пилар

Нуэстра-Синьора-дель-Пилар — один из самых больших храмов Испании в стиле барокко и крупнейший храм Сарагосы. Базилика посвящена Деве Марии и названа в честь её предполагаемого явления в этих местах около 40 года н.э. В центре базилики установлена колонна, сделанная из яшмы, увенчанная статуей XV века, изображающей Марию с Младенцем на руках.
Первое христианское святилище возникло на этом месте ещё во II веке н.э. и долгое время представляло собой небольшую часовню. В 1118 году, когда город был освобождён от мусульман войсками короля Альфонсо I, здесь была построена церковь в романском стиле, уничтоженная пожаром в 1434 году. На её месте затем возникла церковь в готическом стиле, а современное здание было построено в период между 1681 и 1872 годами; последние башни были построены в 1907 и 1961 годах. Базилика имеет протяжённость 130 метров в длину, 67 метров в ширину, 4 башни и 11 куполов. Наружная отделка купола выполнена изразцами азулежу.

### Собор Ла Сео

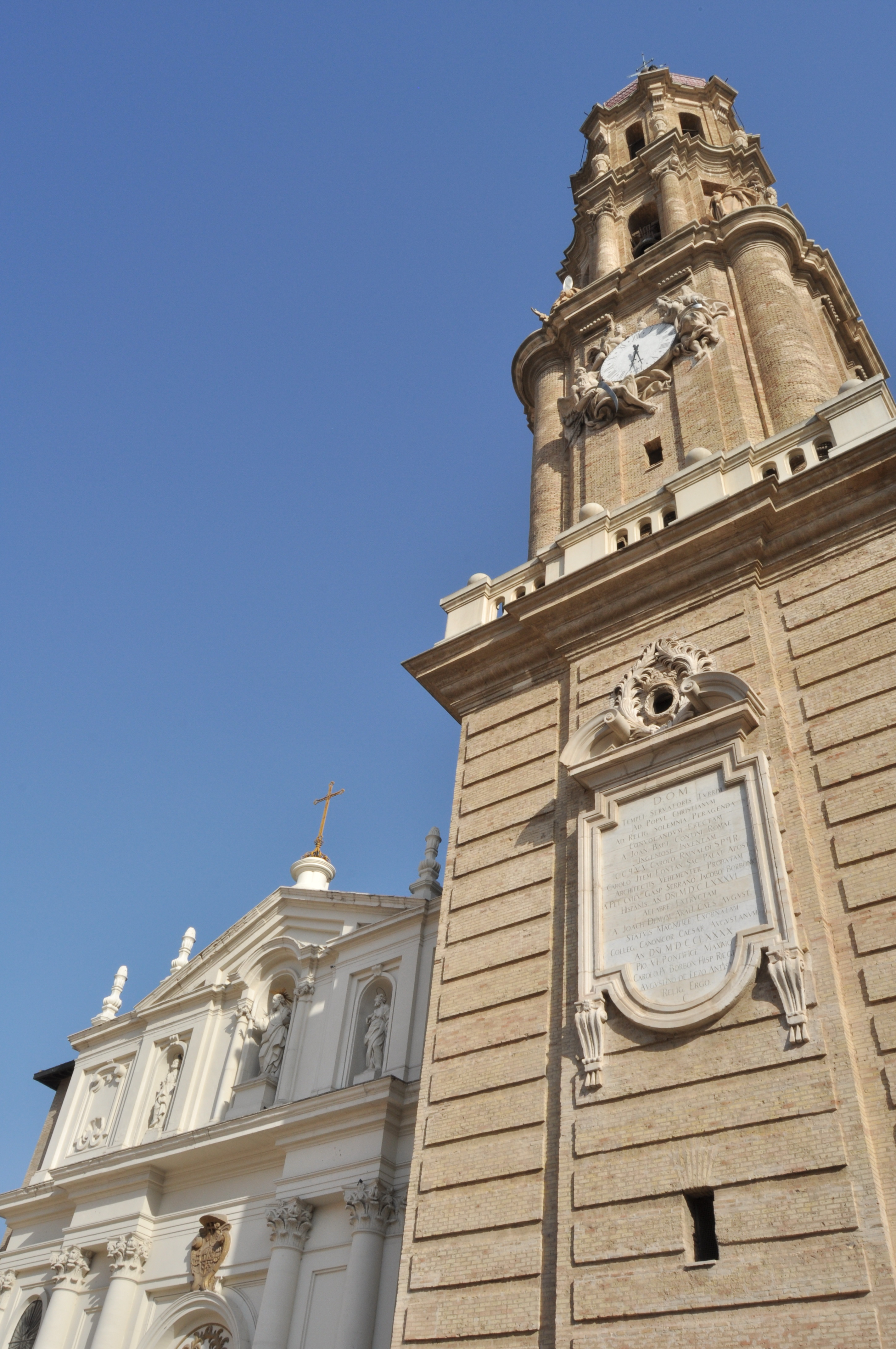
Кафедральный собор Ла Сео

В античные времена на месте собора располагался форум Цезаравгусты (в настоящее время музей форума находится под площадью де-ла-Сео). Когда в VIII веке Сарагоса была завоёвана маврами, на месте форумы была построена главная городская мечеть тайфы. Мечеть Сарагусты-аль-Байда (так был переименован город, исп. Saraqusta al Baida) считается одной из старейших в Аль-Андалусии, она дважды достраивалась (в IX и XI веках), а её вход располагался там же, где вход в современный собор. Во время реставрации 1998 года были обнаружены некоторые элементы этой древней мечети (фрагменты внешней стены минарета, пола и михраб). В 1121 году после изгнания мусульман её бывшее здание было освящено как церковь Святого Спасителя (исп. San Salvador).
В XV веке начата реконструкция собора: были приподняты романские апсиды, по бокам от них добавлены две башни и построен новый купол, напоминающий по форме папскую тиару. В 1686 году была разобрана ветхая колокольня в стиле мудехар, на месте которой в 1703 году было начато строительство новой в стиле итальянского барокко по проекту архитектора Жан-Баттиста Контини. В том же стиле, но с элементами классицизма в XVIII веке был обновлён фасад. Последняя реконструкция собора была начата в 1975 и длилась 23 года. 11 ноября 1998 года собор Ла Сео был торжественно открыт королём Испании Хуаном Карлосом I и его супругой Софией.

### Лонха де Сарагоса

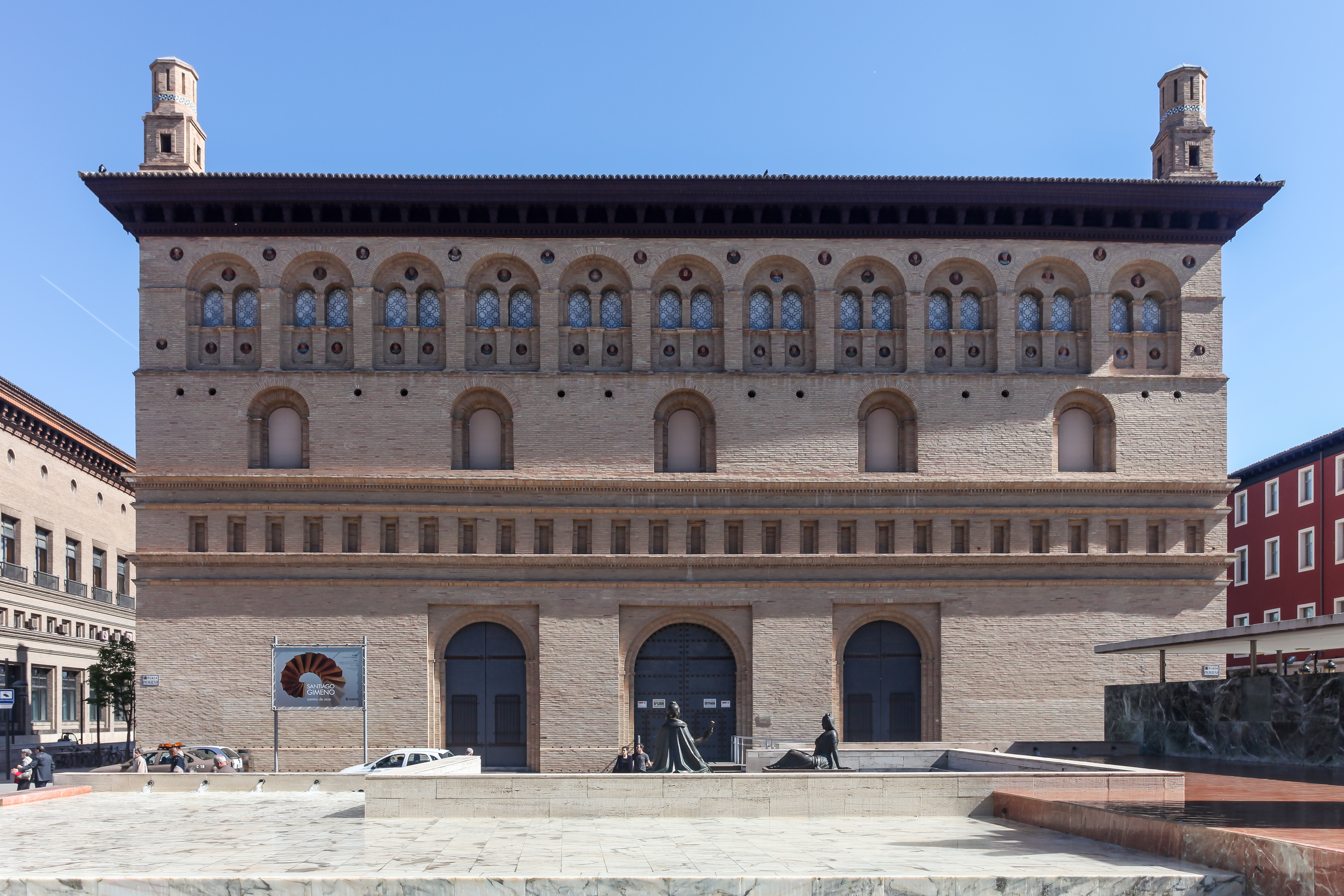
Лонха де Сарагоса

Это гражданское здание биржи в стиле Ренессанс, построенное в первой половине XVI века. Архитектура здания пронизана влиянием флорентийских дворцов итальянского кватроченто с нюансами арагонского мудехара. В декоре можно увидеть полихромные гипсовые портреты, которые, как предполагается, являются важными персонажами того времени.
Сегодня это выставочный зал мэрии. 

### Городской совет Сарагосы
Здание ратуши начали строить в 1946 году и открыли в 1965 году. Стоит выделить фасад, имитирующий арагонский ренессанс, крышу в стиле мудехар, лестницу и холлы. 

### Памятник Гойе
Памятник отдаёт дань уважения художнику, родившемуся на арагонских землях, поскольку Франсиско Гойя был уроженцем Фуэндетодоса .
Фигура художника расположена на высоком ступенчатом пьедестале. Его фигура согнута в ногах и держит в руках кисть. На одной из стен памятника размещена фраза Гойи: «Сон разума рождает чудовищ, но в сочетании с разумом фантазия становится матерью искусства». 
Сначала он находился в окружении деревьев. Когда они высохли, его переместили на текущее место.